# Giuseppe Fava
Giuseppe Fava dit « Pippo » (Palazzolo Acreide, 15 septembre 1925 – Catane, 5 janvier 1984) était un écrivain, journaliste, dramaturge et metteur en scène italien, mort assassiné par la Cosa nostra.

## Biographie
Giuseppe Fava est né et élevé à Palazzolo Acreide, dans la province de Syracuse, en Sicile, il déménage à Catane pour étudier le droit dont il obtient la laurea en 1947.

### Le journalisme
Giuseppe Fava se dirige rapidement vers le journalisme et en 1952 devient journaliste professionnel puis rédacteur en chef du quotidien Espresso Sera à Catane, la principale ville de la côte est de la Sicile. Il écrit sur les enjeux politiques et sociaux, avec un style incisif voire irrévérencieux.
En 1980, il rejoint Il Giornale del Sud, dont il prend la direction en 1982. Il y forme une équipe de jeunes journalistes et le transforme en journal d'investigation, traitant des problématiques sociales locales, en particulier la criminalité organisée. Fava a été congédié du journal.
Ses enquêtes se traduisent également par des essais, comme Processo alla Sicilia en 1970, puis I Siciliani en 1978. Comme romancier, il est notamment l'auteur de Gente di rispetto (Bompiani, 1975), adapté par Luigi Zampa, de Avant qu'ils ne te tuent (Bompiani, 1977) et de La Passion de Michel (Cappelli, 1980). Pour le théâtre, il écrit des pièces qui connaissent succès public et critique, dont L'ultima violenza, créée en 1983 au Teatro Verga de Catane, et jouée à l'étranger en 1985.

### I Siciliani
En 1983, Giuseppe Fava et son équipe de journalistes indépendants, dont Riccardo Orioles et son fils, Claudio Fava, qui lui succédera à la direction du journal après sa mort, fondent la revue mensuelle progressive I Siciliani (« Les Siciliens »). Le magazine dénonce les liens entre la Mafia, les hommes politiques et d'affaires à Catane.
Fava a également fait partie du mouvement contre le déploiement par l'OTAN de missiles de croisière (GLCM) à l'aéroport de Comiso, en juin 1983.
Cependant, Giuseppe Fava privilégie les enquêtes sur Cosa Nostra et son emprise tentaculaire dans la politique et les affaires, en particulier ceux des plus grandes firmes de construction de Catane, détenues par les quatre célèbres Cavalieri del lavoro (« Chevaliers du travail »)
Carmelo Costanzo (it), Francesco Finocchiaro (it), Mario Rendo (it) et Gaetano Graci (it), un des propriétaires de Il Giornale del sud qui a limogé Fava.

### L'engagement anti Mafia
Son action sur cette affaire déterminera le sort de Fava. Gaetano Graci participait régulièrement aux parties de chasse avec Benedetto Santapaola, l'incontestable chef mafieux de Catane, qui était aussi sur la liste des salariés de Carmelo Costanzo.
Dans la première édition de I Siciliani Fava publie un article I quattro cavalieri dell'Apocalisse mafiosa (« Quatre cavaliers de l'apocalypse mafieuse »), mettant le doigt sur la corruption et le trafic d'influence politique des quatre cavaliers rattachés à la Mafia locale, à la haute finance et aux personnalités politiques.

### L'assassinat
Le 5 janvier 1984, Giuseppe Fava a été tué par cinq coups de feu tirés dans la Via dello Stadio, alors qu'il attendait la sortie de sa petite-fille, qui répétait son rôle dans une comédie de théâtre. La semaine précédente il avait été l'invité de l'émission de Enzo Biagi où il a dénoncé l'emprise de la Mafia sur le Parlement italien.
En 1994, Maurizio Avola, un neveu de Nitto Santapaola, a avoué le meurtre de Giuseppe Fava et est devenu un pentito. 
Il a également avoué 70 autres meurtres.

### Le jugement
Maurizio Avola a dit « que son oncle Nitto Santapaola avait ordonné le meurtre du journaliste, à titre gracieux pour les cavalieri ».
En 1998, les Santapaola et Aldo Ercolano ont été condamnés pour avoir ordonné le meurtre de Giuseppe Fava.
En 2001, la Cour d'appel de Catane a confirmé les peines « à vie » de Santapaola et Ercolano, le tueur Maurizio Avola a été condamné à six ans et demi, Marcello D'Agata, Vincenzo Santapaola et Franco Giammuso, qui étaient soupçonnés d'avoir aidé le meurtrier ont été acquittés.
En 2003, la Cour suprême a confirmé les condamnations de Santapaola, Ercolano et Avola.

## Fondation Fava
Afin de perpétuer la mémoire et l'engagement de Giuseppe Fava et des I Siciliani dans l'activité anti Mafia une fondation indépendante sans subsides d'état Fondation Fava stimule les activités contre la délinquance : création de centres de réinsertion, organisation de congrès et événements culturels surtout à l'école, publications de livres et mise en scène de pièces de théâtre.

## Œuvres

### Théâtre
Pièces mises en scène:
- Vortice, inédit, 1947,
- La qualcosa, avec Pippo Baudo, 1959,
- Cronaca di un uomo, 1966,
- La violenza, Palerme, Flaccovio, 1969,
- Il proboviro. Opera buffa sugli italiani, Catane, Editrice Sud, 1972,
- Bello, bellissimo, 1974,
- Delirio, 1979,
- Opera buffa, 1979,
- Sinfonia d'amore, 1980,
- Foemina ridens, 1980,
- Ultima violenza. Dramma in due atti, Catania, Centro Editoriale Radar, 1982.

### Publications
- Pagine, Catania, ITES, 1969; Messine, Mesogea, 2011.  (ISBN 978-88-469-2089-8),
- Gente di rispetto (1975),
- Prima che vi uccidano (1977),
- Passione di Michele (1980),
- Processo alla Sicilia, Catane, ITES, 1967; Catane, Fondazione Giuseppe Fava, 2008,
- I Siciliani, Bologne, Cappelli, 1980,
- Mafia. Da Giuliano a Dalla Chiesa, Catane, Centro Editoriale Radar, 1982; Rome, Editori Riuniti, 1984,
- La ragazza di luglio, Valverde, Il girasole, 1993,
- Un anno, Catane, Fondazione Giuseppe Fava, 2003; Messine, Mesogea, 2010.  (ISBN 978-88-469-2086-7).

## Filmographie
- 'Prima che la notte (2018) de Daniele Vicari. Cette biographie raconte les dernières années de la vie de Giuseppe Fava[12].

## Source de traduction
- (it) Cet article est partiellement ou en totalité issu de l’article de Wikipédia en italien intitulé « Giuseppe Fava » (voir la liste des auteurs).